# Toiva
Toiva är en ö i Finland. Den ligger i sjön Vesijärvi och i kommunerna Hollola och Asikkala och landskapet Päijänne-Tavastland, i den södra delen av landet, 110 km norr om huvudstaden Helsingfors. Öns area är 3,9 hektar och dess största längd är 360 meter i öst-västlig riktning.